# Rue de Harlay
Rue de Harlay je ulice v Paříži na ostrově Cité v 1. obvodu. Ulice byla pojmenována po Achillem de Harlay (1536–1616), prezidentovi pařížského parlamentu, na jehož pozemcích byla ulice zřízena.

## Poloha
Ulice začíná na nábřeží Quai de l'Horloge a končí u Quai des Orfèvres. Ulice je orientována od severu k jihu.

## Historie
Ulice byla vyměřena kolem roku 1607 na pozemku Achillea de Harlay. Po rozparcelování těchto pozemků vznikl v roce 1671 průchod naproti Place Dauphine. Projekt na zvětšení justičního paláce z roku 1840, umožnil demolici lichých čísel v ulici. Ale policejní prefektura se rozhodla obsadit uvolněné domy. Domy byly v letech 1871–1872 nakonec zbořeny, aby bylo možno dokončit velké schodiště. Domy se sudými čísly v ulici uzavírající Place Dauphine byly zbořeny v roce 1874. V Rue de Harlay zůstal ze 17. století stát pouze dům č. 2 chráněný jako historická památka.